# Al-Jawharí
Al-Jawharí (àrab: العباس بن سعيد الجوهري)  (Bagdad, c. 800 - Bagdad, c. 860), de nom complet: Al-Abbàs ibn Saïd al-Jawharí, va ser un matemàtic àrab del segle ix.
No es coneix res del cert de la seva vida. Tampoc es conserva cap de les seves obres que només coneixem a través de comentaris o referències d'altres autors. Se sap que va participar en observacions astronòmiques a Bagdad els anys 829-830 i a Damasc els anys 832-833 a partir de les quals va fer unes taules astronòmiques, avui perdudes, de les que només es tenen referències indirectes.
Dues són les referències directes conegudes: 
- Ibn an-Nadim llista dos dels seus llibres al seu catàleg Kitab al Fihrist (publicat el 938): Un Comentari dels Elements d'Euclides i unes Proposicions Afegides al Llibre I dels Elements d'Euclides.
- Nassir-ad-Din at-Tussí diu d'ell que va ser el primer a intentar una demostració del 5é Postulat d'Euclides (el postulat de les paral·leles).

Aquest intent de demostració és important en la història de la geometria perquè parteix d'un altre intent no reeixit de Simplici i que no es basava en el concepte d'equidistància com molts altres intents de demostració, sinó en el de l'existència d'un triangle de mida arbitrària.